# Mauvages
Mauvages és un municipi francès situat al departament del Mosa i a la regió del Gran Est. L'any 2007 tenia 261 habitants.

## Demografia

### Població
El 2007 la població de fet de Mauvages era de 261 persones. Hi havia 100 famílies, de les quals 28 eren unipersonals (8 homes vivint sols i 20 dones vivint soles), 24 parelles sense fills, 32 parelles amb fills i 16 famílies monoparentals amb fills.
La població ha evolucionat segons el següent gràfic:
Habitants censats

### Habitatges
El 2007 hi havia 134 habitatges, 102 eren l'habitatge principal de la família, 20 eren segones residències i 12 estaven desocupats. 129 eren cases i 5 eren apartaments. Dels 102 habitatges principals, 91 estaven ocupats pels seus propietaris, 9 estaven llogats i ocupats pels llogaters i 2 estaven cedits a títol gratuït; 3 tenien dues cambres, 15 en tenien tres, 30 en tenien quatre i 54 en tenien cinc o més. 83 habitatges disposaven pel capbaix d'una plaça de pàrquing. A 50 habitatges hi havia un automòbil i a 39 n'hi havia dos o més.

### Piràmide de població
La piràmide de població per edats i sexe el 2009 era:
| Homes | Edats   | Dones |
| ----- | ------- | ----- |
| 0     | 95 o +  | 0     |
| 0     | 90 a 94 | 0     |
| 4     | 85 a 89 | 0     |
| 0     | 80 a 84 | 0     |
| 4     | 75 a 79 | 8     |
| 8     | 70 a 74 | 20    |
| 12    | 65 a 69 | 8     |
| 0     | 60 a 64 | 4     |
| 0     | 55 a 59 | 4     |
| 8     | 50 a 54 | 8     |
| 0     | 45 a 49 | 8     |
| 8     | 40 a 44 | 8     |
| 8     | 35 a 39 | 4     |
| 4     | 30 a 34 | 4     |
| 24    | 25 a 29 | 12    |
| 4     | 20 a 24 | 4     |
| 4     | 15 a 19 | 4     |
| 0     | 10 a 14 | 8     |
| 20    | 5 a 9   | 0     |
| 4     | 0 a 4   | 20    |

## Economia
El 2007 la població en edat de treballar era de 169 persones, 116 eren actives i 53 eren inactives. De les 116 persones actives 103 estaven ocupades (65 homes i 38 dones) i 13 estaven aturades (7 homes i 6 dones). De les 53 persones inactives 15 estaven jubilades, 14 estaven estudiant i 24 estaven classificades com a «altres inactius».

### Ingressos
El 2009 a Mauvages hi havia 107 unitats fiscals que integraven 292 persones, la mediana anual d'ingressos fiscals per persona era de 15.835,5 €.

### Activitats econòmiques
Dels 7 establiments que hi havia el 2007, 1 era d'una empresa alimentària, 4 d'empreses de comerç i reparació d'automòbils, 1 d'una empresa de transport i 1 d'una empresa de serveis.
L'únic establiment comercial que hi havia el 2009 era una fleca.
L'any 2000 a Mauvages hi havia 8 explotacions agrícoles que ocupaven un total de 616 hectàrees.

## Poblacions més properes
El següent diagrama mostra les poblacions més properes.